# 버클리 우주군 기지

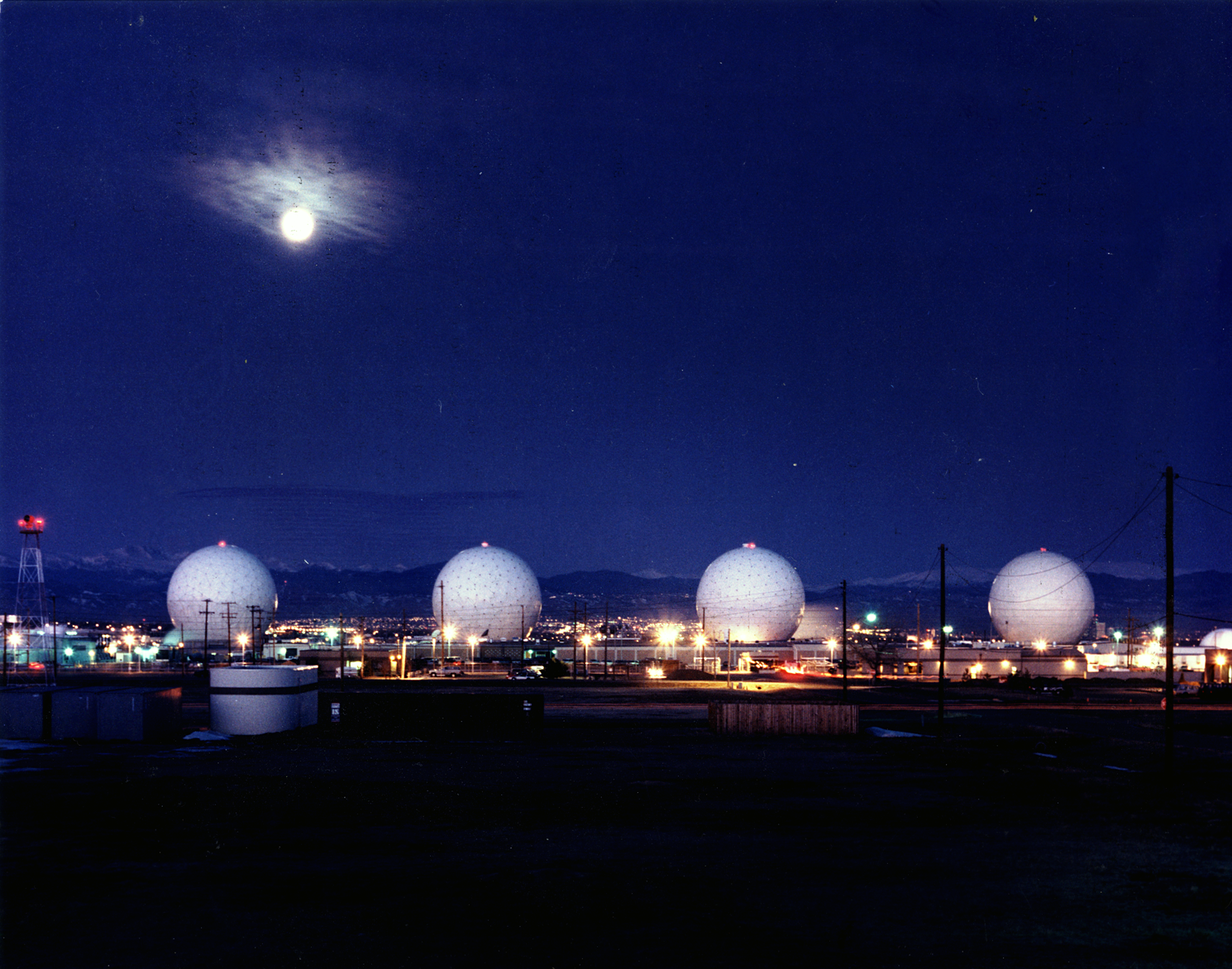
버클리 공군기지

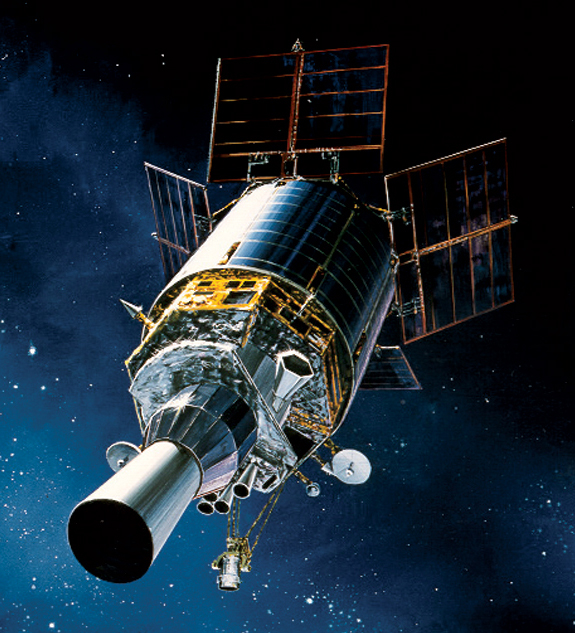
DSP 조기경보위성

버클리 우주군 기지(Buckley Space Force Base)는 미국 콜로라도주 덴버 인근의 오로라에 위치한 미국 우주군의 군사기지이다.

## 역사
1938년에 건설되었다.
미국 공군 제460 우주비행단이 주둔해 있다. 규모는 1800명이다.
460 우주비행단은 조기경보위성인 DSP 위성을 운용하며 북미항공우주방위사령부(NORAD)와 전략사령부의 조기경보센터에 정보를 제공한다. 미국 공군 우주사령부(AFSPC) 전체에 대한 보급과 지원 업무를 담당한다.
미국은 전세계 신호정보를 수집, 처리하기 위해서 미국 콜로라도주 덴버의 버클리 공군기지, 영국 맨위드 힐 공군기지, 호주 파인 갭의 3곳의 인공위성 기지국을 설치해 운영중이다.